# 皮林拉茲洛格足球會
皮林拉茲洛格足球會是一支位於保加利亞拉茲洛格的職業足球會，目前於保加利亞足球乙級聯賽角逐。

## 外部連結
- Pirin Razlog （页面存档备份，存于） at Bulgarian Club Directory